# Sergio García Fernández
Sergio García Fernández (Borriol, Castellón, España, 9 de enero de 1980) es un golfista español. Apodado "El Niño" por ser un talento precoz en sus inicios, actualmente compite en el LIV Golf.
Ha sido el número 2 del Ranking Mundial Oficial de Golf durante 18 semanas, 17 semanas el número 3, 118 semanas entre los cinco primeros y 353 semanas entre los diez primeros, pese a nunca llegar a ser el número 1. Fue cuarto en la lista de ganancias del PGA Tour de 2008 y sexto en 2001, así como tercero en el European Tour de 1999, cuarto en 2017 y sexto en 2002 y 2005.[cita requerida]
García ha logrado un Major, el Masters de Augusta 2017, además de once victorias en el PGA Tour, entre las que se destacan el The Players Championship de 2008, el Campeonato Byron Nelson de 2004, el Westchester Classic de 2004 y el Booz Allen Classic de 2005. En tanto, logró 16 victorias en el European Tour, destacándose el WGC-HSBC Champions de 2009, el Andalucía Masters de 2011 y el Dubai Desert Classic del 2017.
Por otra parte, ha jugado nueve ediciones de la Copa Ryder con la selección europea. Ostenta una marca de 22 victorias, 7 empates y 12 derrotas, y ha contribuido al triunfo del equipo europeo en los años 2002, 2004, 2006, 2012, 2014 y 2018.
En la Ryder de 2018, jugada en Le Golf National, en París, Sergio García se convirtió en el jugador con más puntos ganados en la competición, con 25'5 puntos, superando por 0'5 puntos a Nick Faldo, que ostentaba el récord desde 1997.

## Carrera
Sergio comenzó a jugar a los 3 años de edad bajo la guía paterna. Desde los 12 años era claro que tenía un gran talento para el golf. A los 16 tras ganar el European Amateur consiguió pasar por primera vez el corte en un torneo oficial del European Tour. Más tarde, en 1999, pasó a ser profesional, y enseguida adquirió notoriedad su duelo con Tiger Woods en el PGA Championship, ese mismo año, donde quedó en segunda posición. En este torneo logró el golpe del año, cuando en el hoyo 16 de la última ronda de este torneo logró mandar la bola al green desde detrás de un árbol y sin apenas visibilidad.
Sergio ganó por primera vez en el PGA Tour en 2001 en el Colonial Invitational y el Buick Classic. En 2002 triunfó en el Torneo de Campeones del PGA Tour.
Tiene importancia en su trayectoria profesional el cambio de swing realizado durante el año 2003 con la finalidad de adquirir un estilo más "convencional" que le permitiera tener un mayor control de su juego.
A partir de 2004 los resultados de este cambio empezaron a dejarse ver, y su juego ganó en estabilidad.[cita requerida] En 2004 obtuvo triunfos en el Buick Classic y el Campeonato Byron Nelson.
Su historial, a partir de ahí está salpicado de victorias en distintos campos. Destaca, sin duda, su victoria en el The Players Championship (denominado el "quinto grande") que Sergio consiguió en el 2008. También ha sido segundo en dos ocasiones, en 2007 y 2015, donde perdió el play-off con Rickie Fowler.
En octubre de 2009 lideró el equipo español en el Madrid Masters.
En 2009 fue candidato a Mejor Deportista 2008 en la II Gala de los Premios Nostresport.[cita requerida]
También tienen importancia en su palmarés los numerosos buenos resultados obtenidos durante años en los principales torneos mundiales. En la temporada 2014 del PGA Tour, García fue segundo en el Abierto Británico, el WGC-Bridgestone Invitational y el Campeonato de Hartford, tercero en el Players Championship y el Abierto de Houston, y cuarto en el WGC-HSBC Champions y el Campeonato BMW. De esta manera, se ubicó quinto en la lista de ganancias del circuito estadounidense. Por otra parte, ganó el Masters de Catar, fue segundo en el Nedbank Golf Challenge y 12.º en el Campeonato Mundial de Dubái, lo que le bastó para ubicarse sexto en la lista de ganancias del European Tour.
En 2015 el jugador español obtuvo un segundo puesto en The Players Championship y un cuarto en el Abierto de Los Ángeles.
El 9 de abril de 2017 se proclamó campeón del Masters de Augusta, ganando en el primer hoyo del desempate a Justin Rose. En el día en que el recordado Severiano Ballesteros cumpliría 60 años, realizó un gran hoyo de desempate ante el jugador inglés. Se convirtió en el tercer jugador español, tras el propio Seve y Chema Olazábal en ganar la chaqueta verde.
En los torneos "grandes" el castellonense ha quedado segundo en cuatro ocasiones y ha terminado veintidós veces entre los 10 primeros. Es, además, el único jugador del mundo que ha participado en todos los grandes en el siglo XXI. En julio de 2007 en el Abierto Británico, tuvo una ocasión muy clara de llevarse la victoria cuando tras dominar el torneo desde la primera jornada, falló el putt decisivo y terminó cediendo en el desempate contra el irlandés Pádraig Harrington.
El alto rendimiento de Sergio en los "grandes" contrasta, paradójicamente, con la escasez de victorias. La explicación de esta paradoja hay que buscarla en las características del propio jugador (Sergio es un extraordinario jugador de tee a green, pero destaca menos con el putt), en la especial dificultad que estos torneos entrañan (el grado de dificultad de los campos, la calidad de los participantes) y en el fuerte dominio que Tiger Woods ejerció durante años en el panorama del golf mundial. En la última década el alto nivel de juego de un conspicuo número de jugadores y la creciente internacionalización del mundo del golf han puesto muy difícil la victoria en este tipo de torneos. Sin embargo, Sergio ha sabido evolucionar su golf y hacer fructificar su gran experiencia en estos torneos. Todo ello le ha ayudado a conseguir la victoria en el Masters de Augusta.
En febrero de 2018, Sergio García recibió el reconocimiento a Deportista Revelación del Año en los Premios Laureus tras su victoria en el Masters de Augusta de 2017, por encima de otros deportistas que aspiraban al premio como el futbolista Kylian Mbappé o el boxeador Anthony Joshua, entre otros.
El 8 de junio de 2022 confirmó su renuncia a jugar al Tour americano para participar en el LIV Tour.

## Victorias como profesional (37)

### PGA Tour (11)
| Núm. | Fecha                | Torneo                        | Puntuación ganadora | A par | Margen de victoria | Subcampeones                        |
| ---- | -------------------- | ----------------------------- | ------------------- | ----- | ------------------ | ----------------------------------- |
| 1    | 20 de mayo de 2001   | MasterCard Colonial           | 69-69-66-63=267     | −13   | 2 golpes           | Brian Gay Phil Mickelson            |
| 2    | 25 de junio de 2001  | Buick Classic                 | 68-67-66-67=268     | −16   | 3 golpes           | Scott Hoch                          |
| 3    | 6 de enero de 2002   | Mercedes Championship         | 73-69-68-64=274     | −18   | Playoff            | David Toms                          |
| 4    | 16 de mayo de 2004   | EDS Byron Nelson Championship | 66-68-65-71=270     | −10   | Playoff            | Robert Damron Dudley Hart           |
| 5    | 13 de junio de 2004  | Buick Classic (2)             | 70-67-68-67=272     | −12   | Playoff            | Pádraig Harrington Rory Sabbatini   |
| 6    | 12 de junio de 2005  | Booz Allen Classic            | 71-68-66-65=270     | −14   | 2 golpes           | Ben Crane Davis Love III Adam Scott |
| 7    | 11 de mayo de 2008   | The Players Championship      | 66-73-73-71=283     | −5    | Playoff            | Paul Goydos                         |
| 8    | 20 de agosto de 2012 | Wyndham Championship          | 67-63-66-66=262     | −18   | 2 golpes           | Tim Clark                           |
| 9    | 22 de mayo de 2016   | AT&T Byron Nelson (2)         | 63-66-68-68=265     | −15   | Playoff            | Brooks Koepka                       |
| 10   | 9 de abril de 2017   | Masters de Augusta            | 71-69-70-69=279     | −9    | Playoff            | Justin Rose                         |
| 11   | 4 de octubre de 2020 | Sanderson Farms Championship  | 68-68-66-67=269     | −19   | 1 golpe            | Peter Malnati                       |

### European Tour (16)
| Núm. | Fecha                                   | Torneo                           | Puntuación ganadora | A par | Margen de victoria | Subcampeones                   |
| ---- | --------------------------------------- | -------------------------------- | ------------------- | ----- | ------------------ | ------------------------------ |
| 1    | 4 de julio de 1999                      | Murphy's Irish Open              | 69-68-67-64=268     | −16   | 3 golpes           | Ángel Cabrera                  |
| 2    | 3 de octubre de 1999                    | Linde German Masters             | 68-69-72-68=277     | −11   | Playoff            | Pádraig Harrington Ian Woosnam |
| 3    | 23 de septiembre de 2001                | Trophée Lancôme                  | 68-65-68-65=266     | −18   | 1 golpe            | Retief Goosen                  |
| 4    | 28 de abril de 2002                     | Canarias Open de España          | 67-68-67-73=275     | −13   | 4 golpes           | Emanuele Canonica              |
| 5    | 17 de octubre de 2004                   | Mallorca Classic                 | 66-67-68-67=268     | −12   | 4 golpes           | Simon Khan                     |
| 6    | 4 de septiembre de 2005                 | Omega European Masters           | 66-65-71-68=270     | −14   | 1 golpe            | Peter Gustafsson               |
| 7    | 26 de octubre de 2008                   | Castelló Masters Costa Azahar    | 66-65-66-67=264     | −20   | 3 golpes           | Peter Hedblom                  |
| 8    | 9 de noviembre de 2008 (Temporada 2009) | WGC-HSBC Champions               | 66-68-72-68=274     | −14   | Playoff            | Oliver Wilson                  |
| 9    | 23 de octubre de 2011                   | Masters de Castellón (2)         | 67-63-64-63=257     | −27   | 11 golpes          | Gonzalo Fernández-Castaño      |
| 10   | 30 de octubre de 2011                   | Andalucía Masters                | 70-70-67-71=278     | −6    | 1 golpe            | Miguel Ángel Jiménez           |
| 11   | 25 de enero de 2014                     | Commercial Bank Qatar Masters    | 71-67-69-65=272     | −16   | Playoff            | Mikko Ilonen                   |
| 12   | 5 de febrero de 2017                    | Omega Dubai Desert Classic       | 65-67-68-69=269     | −19   | 3 golpes           | Henrik Stenson                 |
| 13   | 9 de abril de 2017                      | Masters de Augusta               | 71-69-70-69=279     | −9    | Playoff            | Justin Rose                    |
| 14   | 22 de octubre de 2017                   | Andalucía Valderrama Masters (2) | 66-71-68-67=272     | −12   | 1 golpe            | Joost Luiten                   |
| 15   | 22 de octubre de 2018                   | Andalucía Valderrama Masters (3) | 68-64-69=201        | −12   | 4 golpes           | Shane Lowry                    |
| 16   | 15 de septiembre de 2019                | KLM Open                         | 68-67-66-69=270     | −18   | 1 golpe            | Nicolai Højgaard               |

### Asian Tour (6)
| Núm. | Fecha                   | Torneo                     | Puntuación ganadora | A par | Margen de victoria | Subcampeones                               |
| ---- | ----------------------- | -------------------------- | ------------------- | ----- | ------------------ | ------------------------------------------ |
| 1    | 8 de septiembre de 2002 | Kolon Cup Korean Open      | 67-65-66-67=265     | −23   | 3 golpes           | Kang Wook-soon                             |
| 2    | 9 de noviembre de 2008  | WGC-HSBC Champions         | 66-68-72-68=274     | −14   | Playoff            | Oliver Wilson                              |
| 3    | 16 de diciembre de 2012 | Iskandar Johor Open        | 68-69-61=198        | −18   | 2 golpes           | Jonathan Moore                             |
| 4    | 15 de diciembre de 2013 | Thailand Golf Championship | 68-65-65-68=266     | −22   | 4 golpes           | Henrik Stenson                             |
| 5    | 6 de diciembre de 2015  | Ho Tram Open               | 66-68-68-68=270     | −14   | Playoff            | Lin Wen-tang Himmat Rai Thaworn Wiratchant |
| 6    | 21 de enero de 2018     | SMBC Singapore Open        | 66-70-66-68=270     | −14   | 5 golpes           | Satoshi Kodaira Shaun Norris               |

### LIV Golf (1)
| Núm. | Fecha               | Torneo                         | Puntuación ganadora | A par | Margen de victoria | Subcampeones   |
| ---- | ------------------- | ------------------------------ | ------------------- | ----- | ------------------ | -------------- |
| 1    | 14 de julio de 2024 | LIV Golf Andalucía, Valderrama | 70-74-67=211        | −5    | Playoff            | Anirban Lahiri |

### Otras Victorias (5)
- 1997:  Torneo Abierto de Cataluña (Torneo no perteneciente al Tour Europeo, ganado como amateur)
- 2001:  Nedbank Golf Challenge (Torneo no oficial)
- 2002:  Telus World Skins Game (Torneo no oficial)
- 2003:  Nedbank Golf Challenge (2) (Torneo no oficial)
- 2010:  Gary Player Invitational (Torneo benéfico mixto, jugó con John Cook)

## Resultados en los grandes
| Torneo               | 1996 | 1997 | 1998 | 1999 | 2000 | 2001 | 2002 | 2003 | 2004 | 2005 | 2006 | 2007 | 2008 | 2009 | 2010 | 2011 | 2012 | 2013 | 2014 | 2015 | 2016 | 2017 | 2018 | 2019 | 2020 | 2021 | 2022 |
| -------------------- | ---- | ---- | ---- | ---- | ---- | ---- | ---- | ---- | ---- | ---- | ---- | ---- | ---- | ---- | ---- | ---- | ---- | ---- | ---- | ---- | ---- | ---- | ---- | ---- | ---- | ---- | ---- |
| Masters de Augusta   | -    | -    | -    | T38  | T40  | CUT  | 8    | T28  | T4   | CUT  | T46  | CUT  | CUT  | T38  | T45  | T35  | T12  | T8   | CUT  | T17  | T34  | 1    | CUT  | CUT  | -    | CUT  | T23  |
| US Open              | -    | -    | -    | -    | T46  | T12  | 4    | T35  | T20  | T3   | CUT  | CUT  | T18  | T10  | T22  | T7   | T38  | T45  | T35  | T18  | T5   | T21  | CUT  | T52  | CUT  | T19  | CUT  |
| Abierto Británico    | CUT  | -    | T29  | CUT  | T36  | T9   | T8   | T10  | CUT  | T5   | T5   | 2    | T51  | T38  | T14  | T9   | CUT  | T21  | T2   | T6   | T5   | T37  | CUT  | T67  | ND   | T19  |      |
| Campeonato de la PGA | -    | -    | -    | 2    | T34  | CUT  | T10  | CUT  | CUT  | T23  | T3   | DQ   | T2   | CUT  | CUT  | T12  | CUT  | T61  | T35  | T54  | CUT  | CUT  | CUT  | CUT  | CUT  | CUT  | CUT  |

CUT = No pasó el corte

DQ = Descalificado

T = Empatado con otros

ND = No Disputado

Fondo amarillo = Puesto entre los 10 primeros (top-10).

## Apariciones en Equipo
Amateur
- Jacques Léglise Trophy (representando al Continente de Europa): 1994, 1995, 1996 (ganadores), 1997, 1998
- Junior Ryder Cup (representando a Europa): 1995 (ganadores), 1997
- Eisenhower Trophy (representando a España): 1996, 1998
- St Andrews Trophy (representando al Continente de Europa): 1996

Profesional
- Alfred Dunhill Cup (representando a España): 1999 (ganadores)
- Seve Trophy (representando a Europa Continental): 2000 (ganadores), 2003
- Copa Mundial de Golf (representando a España): 2001, 2004, 2005, 2009
- Ryder Cup (representando a Europa): 1999, 2002 (ganadores), 2004 (ganadores), 2006 (ganadores), 2008, 2012 (ganadores), 2014 (ganadores), 2016, 2018 (ganadores)

| 1999 | 2002 | 2004 | 2006 | 2008 | 2010 | 2012 | 2014 | 2016 | 2018 | 2021 | Total |
| ---- | ---- | ---- | ---- | ---- | ---- | ---- | ---- | ---- | ---- | ---- | ----- |
| 3.5  | 3    | 4.5  | 4    | 1    | NJ   | 2    | 2.5  | 2    | 3    | 3    | 28.5  |

## Premios, reconocimientos y distinciones
- Medalla de Oro de la Real Orden del Mérito Deportivo, otorgada por el Consejo Superior de Deportes (2015)
- Medalla de Bronce de la Real Orden del Mérito Deportivo, otorgada por el Consejo Superior de Deportes (1999)
- Premio Laureus al deportista revelación del año (2000, 2018)

## Vida personal
Su esposa es la estadounidense Angela Akins, periodista de la cadena Golf Channel e hija del exjugador de fútbol americano Marty Akins. Angela jugó al golf universitario con los TCU Horned Frogs sus dos primeros años de universidad y con los Texas Longhorns los dos últimos.
El 14 de marzo de 2018 anuncia en redes sociales el nacimiento de su primera hija, llamada Azalea Adele.
El 10 de abril de 2020 nació su segundo vástago, un varón llamado Enzo. 
Fue presidente del club de fútbol CF Borriol de la tercera división española, además el 12 de septiembre de 2010 debutó como jugador, en un encuentro frente al Ribarroja CF.